# اما والدک و پیرمونت
اما والدک و پیرمونت (انگلیسی: Emma of Waldeck and Pyrmont; ۲ اوت ۱۸۵۸ – ۲۰ مارس ۱۹۳۴) ملکه هلند، دوشس بزرگ لوکزامبورگ و همسر ویلیم سوم بود.
پس از مرگ سوفی وورتمبرگ همسر اول ویلیم سوم اِما در سال ۱۸۷۹ با پادشاه هلند ازدواج کرد، پس از مرگ پادشاه تا رسیدن سن تنها دخترش ویلهلمینای هلند به سن قانونی وی از سال ۱۸۹۰ تا ۱۸۹۸ نایب‌السلطنه کشور بود.
وی همچنین برندهٔ جوایزی همچون نشان ملکه ماریا لوئیزا شده است.

## نگارخانه

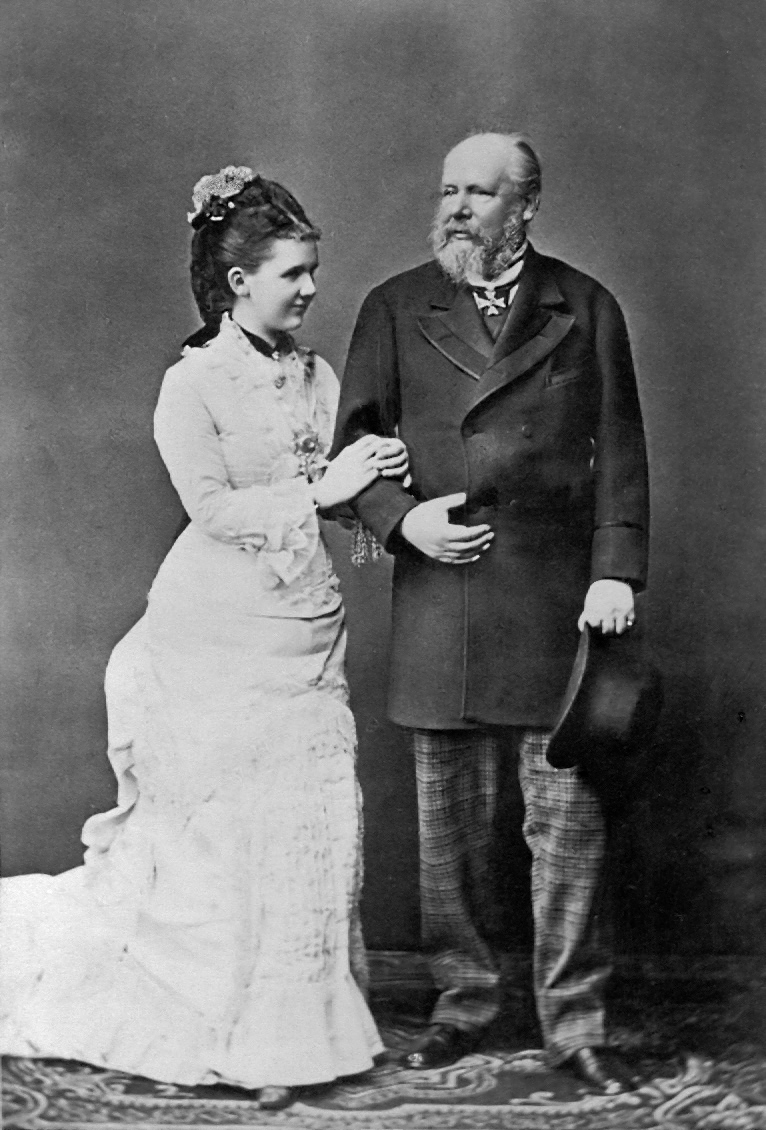
ویلیم سوم و ملکه اما
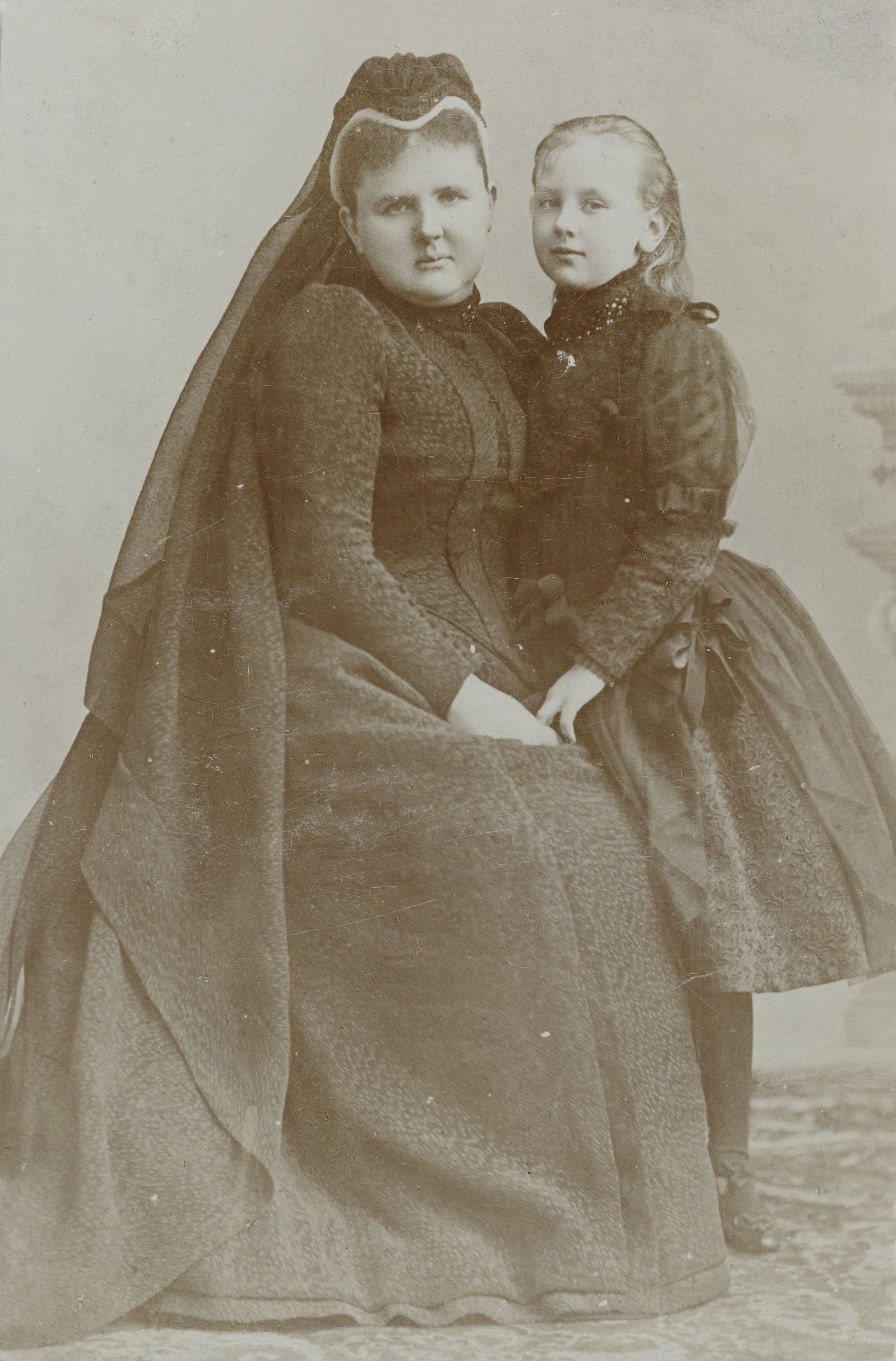
ملکه اما و دخترش ویلهلمینای هلند، ۱۸۹۰